# Aksubayevsky (distrito)
Aksubayevsky é um distrito do Tartaristão, uma das repúblicas da Rússia.